# Marc Molitor
Marc Molitor (ur. 21 września 1948 w Strasburgu) – francuski piłkarz, występujący na pozycji napastnika.
W 1976 został królem strzelców Division 2. Z zespołem OGC Nice zdobył wicemistrzostwo Francji (1976). W latach 1970–1975 rozegrał 10 meczów i strzelił 4 gole w reprezentacji Francji.